# Пирсон (Флорида)
Пирсон (енгл. Pierson) град је у америчкој савезној држави Флорида. По попису становништва из 2010. у њему је живело 1.736 становника.

## Демографија
Према попису становништва из 2010. у граду је живело 1.736 становника, што је 860 (33,1%) становника мање него 2000. године.
| Група             | 2000.         | 2010.       |
| Белци             | 837 (32,2%)   | 693 (39,9%) |
| Афроамериканци    | 128 (4,9%)    | 83 (4,8%)   |
| Азијати           | 2 (0,1%)      | 8 (0,5%)    |
| Хиспаноамериканци | 1.621 (62,4%) | 940 (54,1%) |
| Укупно            | 2.596         | 1.736       |